# فريدريك كورنر
فريدريك كورنر (بالألمانية: Friedrich Körner)‏ هو طيار مقاتل ألماني، ولد في 24 يناير 1921 في شفيرته في ألمانيا، وتوفي في 3 سبتمبر 1998 في باريس في فرنسا.